# Blue Box (манга)
Blue Box (яп. アオのハコ Ао но хако, «Голубая шкатулка») — манга, написанная и проиллюстрированная Кодзи Миурой. Публикуется в журнале Weekly Shonen Jump издательства Shueisha с апреля 2021 года и по состоянию на июль 2025 года издана в двадцати одном томе-танкобоне. Компаниями Telecom Animation Film и TMS Entertainment манга адаптирована в формат аниме-сериала, трансляция которого проходила с октября 2024 по март 2025 года. В конце марта 2025 года состоялся анонс второго сезона.

## Синопсис
Сюжет манги рассказывает об ученике совмещенной средней и старшей школы со спортивным уклоном «Эймэй» Тайки Иномате, первогодке старшей школы, который является членом мужской команды по бадминтону. Каждое утро, в пустом спортивном зале, он занимается самостоятельными тренировками, часто встречая там Тинацу Кано, второгодку и восходящюю звезду женской команды по баскетболу, в которую тайно влюблен ещё со средней школы. Однако когда родители Тинацу уезжают из Японии, чтобы работать за границей, она переезжает в дом семьи Иномата, чтобы попасть на национальный чемпионат по баскетболу среди старших школ. Теперь, когда Тинацу живёт с ним в одном доме, Тайки намерен постепенно развивать свои отношения с ней, поскольку они оба стремятся попасть в национальный чемпионат со своими командами.

## Персонажи
Тайки Иномата (яп. 猪股 大喜 Иномата Тайки)
Сэйю: Сёя Тиба
Главный герой истории, заядлый игрок в бадминтон, который упорно стремится к успеху, несмотря на неудачи. Тайки восхищается Тинацу за её настойчивость в достижении цели и преданность баскетболу и тайно в неё влюблён с того момента, как в средней школе увидел её тренирующейся утром, несмотря на боль и слёзы из-за проигрыша её команды на отборочных соревнованиях. Тайки порой излишне эмоционален и неловок, но его непоколебимая решимость, целеустремлённость и искренность постепенно завоёвывают уважение окружающих. Его цель — попасть на национальный чемпионат, мечта, которую он разделяет с Тинацу. Однако после переезда Тинацу в дом его семьи он, зная, как для неё важен национальный чемпионат, старается скрывать от неё свои чувства, чтобы не мешать её подготовке. Тайки, при поддержке лучшего игрока команды, Кэнго Харю, проходит региональные отборочные соревнования, но проигрывает на отборочных префектуры против Юсы. Узнав про то, что его подруга Хина влюблена в него, Тайки был потрясён и, по его собственному признанию, обрадован, но его любовь к Тинацу оказалась сильнее, чем стремление защитить дружеские отношения с Хиной, и он, после долгого внутреннего конфликта, отвечает ей решительным отказом. Позднее Тайки признаётся Тинацу, и они начинают встречаться.
Тинацу Кано (яп. 鹿野 千夏 Кано Тинацу)
Сэйю: Рэйна Уэда
Главная героиня манги, восходящая звезда женской баскетбольной команды. Её считают одной из самых красивых девушек в школе, и у неё множество поклонников. Она учится на класс старше Тайки и часто приходит на тренировки первой, стремясь опередить его. Когда-то Тинацу была слабой баскетболисткой, которая восхищалась своей подругой Юмэкой, но благодаря упорству превратилась в сильного игрока — трёхочкового снайпера, мечтающего о национальном чемпионате. Когда семья Тинацу уехала за границу из-за работы, она решила остаться в старшей школе Эймей, чтобы продолжить путь к чемпионату. Это решение было связано с Тайки: он случайно напомнил ей о её переживаниях после провала на отборочных турнирах. Оказалось, что матери Тайки и Тинацу в школьные годы были подругами и играли в одной баскетбольной команде. Благодаря этому Тинацу переезжает к его семье, и между ними завязывается не просто знакомство, а крепкая дружба. Незаметно для себя Тинацу начинает равняться на Тайки, перенимая его целеустремлённость, а он, в свою очередь, вдохновляется её упорством. Их взаимная поддержка становится двигателем роста для обоих. По характеру Тинацу добрая и отзывчивая, всегда готовая помочь другим. Её взрослая сдержанность и спокойствие иногда разбавляются детской непосредственностью и озорством. Романтические отношения никогда не были приоритетом для Тинацу, и она всегда держала дистанцию в отношениях с мальчиками,  поэтому осознать свои чувства к Тайки и заметить его симпатию ей оказалось непросто. Однако чем больше она узнавала его, тем яснее понимала, насколько он ей дорог и когда Тайки признался ей в любви, Тинацу ответила взаимностью, и они начали встречаться.
Тинацу боится насекомых, а её любимым профессиональным баскетболистом является Стефен Карри. По ходу сюжета становится сперва вице-капитаном, а затем капитаном женской баскетбольной команды старшей школы Эймей.
Хина Тёно (яп. 蝶野 雛 Тё:но Хина)
Сэйю: Акари Кито
Подруга и одноклассница Тайки и Кё с первого класса средней школы, звезда школьной команды по художественной гимнастике. Открытая, эмоциональная и склонная к драматизму, она любит подшучивать над Тайки. Изначально воспринимала его только как близкого друга, но позже, узнав что Тайки и Тинацу живут вместе, осознала романтические чувства к нему, несмотря на то, что сама сперва подталкивала его к сближению с ней. Тайки не замечает её симпатии и часто раздражается из-за её игривых насмешек, хотя искренне дорожит их дружбой. Хина признаётся Тайки в чувствах и вступает в соперничество с Тинацу, надеясь стать его девушкой. Она заявляет, что не хочет слышать ответ Тайки на её признание, пока у него не появятся чувства к ней, однако Тайки дважды отвергает её, ясно давая понять, что не испытывает взаимности. Это становится для Хины тяжелым ударом. После отказа она дистанцируется от Тайки, их общение сводится к минимуму. Со временем Хина принимает ситуацию, начинает двигаться дальше, и её отношения с Тайки немного налаживаются, хотя и не достигая прежней близости.
Отец Хины являлся членом олимпийской сборной Японии по художественной гимнастике, но сама она не любит, когда окружающие вспоминают про это, считая что окружающие списывают на генетику её собственные заслуги, достигнутые тяжелым трудом. Является одной из лучших спортсменок школы Эймей, заняв четвертое место на национальном чемпионате в средней школе, и третье место в старшей. Как и Тинацу, имеет множество поклонников, приходящих в зал полюбоваться на её тренировку.
Кё Касахара (яп. 笠原 匡 Касахара Кё)
Сэйю: Тиаки Кобаяси
Лучший друг и одноклассник Тайки и Хины, член мужской сборной школы Эймей по бадминтону. В отличие от эмоционального и импульсивного Тайки, отличается уравновешенностью, рассудительностью и способностью трезво оценивать ситуации. Его прямолинейность иногда граничит с резкостью, но именно это качество помогает ему подталкивать друзей к решительным действиям. Кё искренне заботится о своих друзьях, но старается не вмешиваться в личные проблемы без необходимости, предпочитая наблюдать со стороны и давать взвешенные советы. Тайки доверяет Кё свои самые сокровенные тайны, например его любовь к Тинацу или то, что она стала жить в его доме. Как спортсмену ему далеко до Тайки или Харю, он является крепким середняком, набирая очки в основном за счет своего стратегического мышления, а не физического превосходства, впоследствии становится капитаном команды по бадминтону. По ходу развития сюжета начинает испытывать романтические чувства к Аямэ Мории.
Кэнго Харю (яп. 針生 健吾 Харю: Кэнго)
Сэйю: Юма Утида
Одноклассник Тинацу и один из лучших игроков в бадминтон школы Эймэй. Изначально Тайки предположил, что между Кэнго и Тинацу есть взаимная симпатия, однако вскоре выяснилось, что Харю встречается с её подругой — Карэн Морией. Когда Тайки стал его партнёром по команде, Кэнго взял на себя его тренировки, что позволило Тайки быстро улучшить физическую форму и технику. Главным соперником Харю считал Сёту Хёдо — сильнейшего игрока старшей школы Садзикава, но так и не смог победить его ни на отборочных префектурных соревнованиях, ни на национальном чемпионате. Окружающие часто думают, что Кэнго излишне жёсток и даже безжалостен из-за его требовательности к другим игрокам. Однако те, кто знает его поближе, говорят что он проявляет строгость только к тем, в чей потенциал верит.
Рёсукэ Нисида (яп. 西田 諒介 Нисида Рё:сукэ)
Сэйю: Сёго Саката
Старшеклассник, друг Кэнго Харю и бывший капитан бадминтонной команды до того, как эту должность занял Кё Касахара. Несмотря на лёгкий и беззаботный характер, он входит в число сильнейших игроков школы в бадминтоне. Из-за отсутствия внимания со стороны девушек Нисида ревниво воспринимает любые намёки на романтические связи среди друзей. По его словам, бабушка Рёсукэ обладала даром предвидения, который, якобы, перешёл к нему.
Нагиса Фунами (яп. 船見 渚 Фунами Нагиса)
Сэйю: Анна Нагасэ
Подруга Тинацу из баскетбольной команды. Она всегда старается поддерживать её и защищать от неприятностей, даже если для этого приходится проявлять строгость. Нагиса ставит баскетбол выше романтических отношений, но живо интересуется чужими личными драмами. С Тинацу и Юмэкой она знакома ещё со времён средней школы.
Ниина Симадзаки (яп. 島崎 にいな Симадзаки Ниина)
Сэйю: Асаки Юикава
Подруга Хины, член команды по художественной гимнастике. Учится в одном классе с Хиной, Тайки и Кё. Ниина знала о чувствах подруги к Иномате и поддерживала её. Была режиссёром спектакля про Белоснежку на культурном фестивале, где Хина и Тайки сыграли главные роли.
Сёйтиро Киси (яп. 岸 祥一郎 Киси Сёйтиро)
Сэйю: Кэнго Каваниси
Ровесник Тайки, ученик старшей школы Симотоми и член её бадминтонной команды. В средней школе он временно играл в паре с Кэнго Харю. Сёйтиро неоднократно просил у Харю контакты Тинацу, в которую влюбился после случая на культурном фестивале Эймэй: она вернула ему потерянный кошелёк и оказалась похожей на любимую им героиню аниме. В итоге Харю согласился спросить у Тинацу, можно ли дать Киси её контакт, но только если тот победит Тайки в одиночном разряде на региональных отборочных. Тайки выиграл матч, поэтому вопрос так и не был задан. Сёйтиро — сильный бадминтонист, отличный пловец и заядлый отаку.
Сёта Хёдо (яп. 兵藤 将太 Хё:до: Сё:та)
Сэйю: Юки Оно
Сильнейший бадминтонист школы Садзикава и постоянный соперник Кэнго Харю, которому так и не удалось одержать над ним победу до окончания Сётой школы (Хёдо учился на класс старше). Несмотря на грозный вид и бескомпромиссную игру на корте, Сёта охотно даёт советы и тренирует молодых игроков с потенциалом — таких как Тайки и Харуто Юсу. Свою наставническую позицию он объясняет желанием вырастить себе достойных соперников. Его младшая сестра Акари позже поступила в Эймэй и вступила в женскую бадминтонную команду.
Сюдзи Юса (яп. 遊佐 柊仁 Юса Сю:дзи)
Сэйю: Кэнсё Оно
Карэн Мория (яп. 守屋 花恋 Мория Карэн)
Сэйю: Харука Сираиси
Аямэ Мория (яп. 守屋 菖蒲 Мория Аямэ)
Сэйю: Кана Итиносэ
Кадзума Мацуока (яп. 松岡 一馬 Мацуока Кадзума)
Сэйю: Юки Кадзи

## Медиа

### Манга
Blue Box, написанная и проиллюстрированная Кодзи Миурой, публикуется в журнале сёнэн-манги Weekly Shonen Jump издательства Shueisha с 12 апреля 2021 года. На июль 2025 года главы манги были скомпонованы в двадцать один том-танкобон.
4 декабря 2024 года в сервисе Jump Toon выпущена полностью цветная версия манги с вертикальной прокруткой страниц.
На территории Северной Америки Blue Box была лицензирована издательством Viz Media; главы манги публикуются на английском языке на собственном веб-сайте издательства Shonen Jump. Shueisha также одновременно публикует перевод глав манги на английском и испанском языках в собственном сервисе Manga Plus. В феврале 2022 года Viz Media объявило о начале выпуска манги в печатном формате; первый том поступил в продажу 1 ноября этого же года.

#### Список томов
| №  | Дата публикации   | ISBN                   |
| -- | ----------------- | ---------------------- |
| 01 | 4 августа 2021 г. | ISBN 978-4-0888-2731-5 |
| 02 | 4 октября 2021 г. | ISBN 978-4-0888-2794-0 |
| 03 | 4 января 2022 г.  | ISBN 978-4-0888-3007-0 |
| 04 | 4 марта 2022 г.   | ISBN 978-4-0888-3063-6 |
| 05 | 3 июня 2022 г.    | ISBN 978-4-0888-3149-7 |
| 06 | 4 августа 2022 г. | ISBN 978-4-0888-3192-3 |
| 07 | 4 октября 2022 г. | ISBN 978-4-0888-3259-3 |
| 08 | 2 декабря 2022 г. | ISBN 978-4-0888-3389-7 |
| 09 | 3 февраля 2023 г. | ISBN 978-4-0888-3433-7 |
| 10 | 2 мая 2023 г.     | ISBN 978-4-0888-3539-6 |
| 11 | 4 августа 2023 г. | ISBN 978-4-0888-3591-4 |
| 12 | 4 октября 2023 г. | ISBN 978-4-0888-3690-4 |
| 13 | 4 декабря 2023 г. | ISBN 978-4-0888-3790-1 |
| 14 | 4 марта 2024 г.   | ISBN 978-4-0888-3848-9 |
| 15 | 4 июня 2024 г.    | ISBN 978-4-0888-4041-3 |
| 16 | 2 августа 2024 г. | ISBN 978-4-0888-4133-5 |
| 17 | 4 октября 2024 г. | ISBN 978-4-0888-4207-3 |
| 18 | 4 декабря 2024 г. | ISBN 978-4-0888-4383-4 |
| 19 | 4 марта 2025 г.   | ISBN 978-4-0888-4410-7 |
| 20 | 2 мая 2025 г.     | ISBN 978-4-0888-4510-4 |
| 21 | 4 июля 2025 г.    | ISBN 978-4-0888-4564-7 |
| 22 | 3 октября 2025 г. | ISBN 978-4-0888-4693-4 |

### Аниме
Об адаптации манги в формат аниме-сериала было объявлено 20 ноября 2023 года в 51-м выпуске журнала Weekly Shonen Jump. Его производством занялась компания Telecom Animation Film, а производственное планирование осуществляет TMS Entertainment (под брендом Unlimited Produce by TMS). На должность режиссёра был назначен Юитиро Яно, сценаристом стала Юко Какихара, а дизайнером персонажей — Михо Танино. Трансляция аниме-сериала проходила непрерывно в течение полугода, с 3 октября 2024 по 27 марта 2025 года на TBS и других аффилированных с ним телеканалах. Открывающая музыкальная тема первой половины — «Same Blue», исполненная группой Official Hige Dandism; закрывающая — «Teenage Blue» (яп. ティーンエイジブルー Ти:нэйдзи буру:, «Подростковая грусть»), исполненная певцом Eve. Открывающая музыкальная тема второй половины — «Saraba» (яп. 然らば Сараба, «Прощай»), исполненная рок-группой Macaroni Empitsu; закрывающая — «Contrast» (яп. コントラスト Конторасуто, «Контраст»), исполненная певицей Томо.
В начале июля 2024 года аниме-сериал был лицензирован стриминговым сервисом Netflix.
27 марта 2025 года, в день показа двадцать пятой серии, был анонсирован второй сезон.

### Роман
4 декабря 2024 года под импринтом Jump J-Books издательства Shueisha выпущен роман с подзаголовком Prologue (в переводе с англ. — «пролог»), авторами которого выступили Кодзи Миура и Нанао. Повествует о персонажах до начала событий в манге.
| № | Дата публикации   | ISBN                   |
| - | ----------------- | ---------------------- |
| — | 4 декабря 2024 г. | ISBN 978-4-0870-3552-0 |

## Приём
В июне 2021 года манга была номинирована на седьмую премию Next Manga Award в категории «Лучшая печатная манга»; по итогам голосования заняла восьмое место из 20 номинантов и была отмечена специальным призом. В декабре 2021 года журнал Da Vinci издательства Media Factory в выпуске за январь 2022 года поместил мангу на тридцать первое место в рейтинге «Книга года». В рейтинге «Комиксы 2022 года, рекомендованные сотрудниками национальных книжных магазинов» интернет-магазина Honya Club манга заняла четвёртое место из пятнадцати работ. В июне 2022 года манга заняла десятое место в голосовании на премию Tsutaya Comic Award. На Japan Expo Awards, которая состоялась в июле 2024 года, манга была удостоена «Премии „Дарума“ за лучшую романтическую мангу».
Первый том серии был продан тиражом более 170 000 копий менее чем за одну неделю продаж. К марту 2022 года общий тираж манги превысил 800 000 проданных копий. По данным на июнь 2022 года общий тираж манги составил более одного миллиона проданных копий.
Энтони Грамуглиа с сайта Comic Book Resources в обзоре пяти новейших манг Shonen Jump отмечает: «Blue Box — это сентиментальная история о человеческих связях. Она прекрасно нарисована, временами больше напоминает сёдзё-мангу, чем типичный сёнэн. Если Blue Box продолжится, она, вполне вероятно, станет искренним, по настоящему честным включением в романтический каталог Shonen Jump». Тимоти Доноху сравнил мангу с Witch Watch Кэнты Синохары и Don’t Blush, Sekime-san! Сигурэ Токиты по причине того, что обе манги имеют подобные Blue Box концепцию и романтические аспекты.
В путеводителе по манге осени 2022 года сайта Anime News Network Ребекка Сильверман, Жан-Карло Лемус и MrAJCosplay провели обзор первого тома манги. Сильверман охарактеризовала мангу как нежную романтику и похвалила персонажей, иллюстрации, сочетание романтики и спорта. Лемус также похвалил иллюстрации, однако отнёс к недостаткам нераскрытую главную героиню и назвал мангу «немного несбалансированной». Как и Сильверман, MrAJCosplay также положительно высказался об иллюстрациях и сочетании романтики и спорта.
В мае 2025 года аниме-адаптация манги была отмечена премией Crunchyroll Anime Awards в категории «Лучший романтический сериал». В июне аниме было номинировано на премию Japan Expo Awards в четырёх категориях: «Премия „Дарума“ за лучшее аниме», «Премия „Дарума“ за лучшее аниме в жанре повседневность», «Премия „Дарума“ за лучшее романтическое аниме» и «Премия „Дарума“ за лучший опенинг» («Same Blue» от Official Hige Dandism), в итоге победив в категории романтики.